# Naturpark Alpe Veglia und Alpe Devero

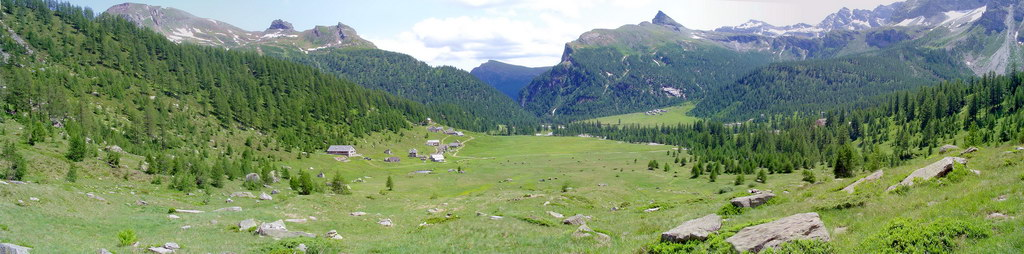
Das Gebiet

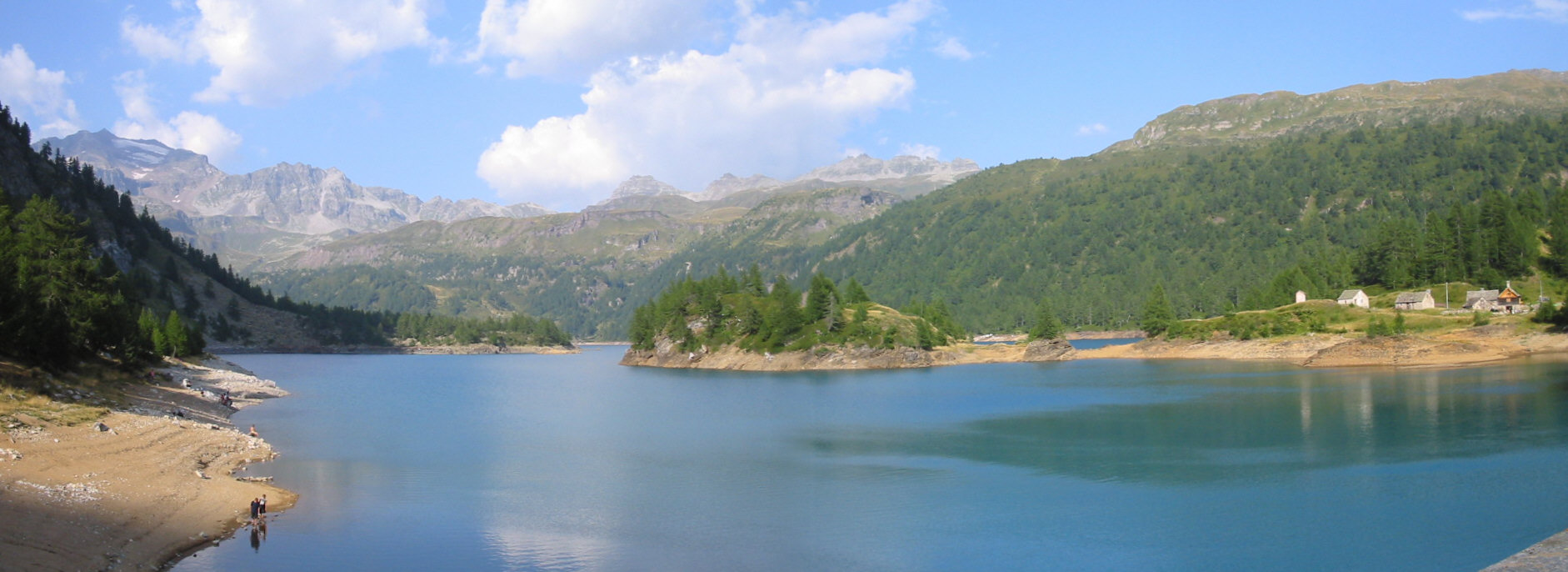
Panorama

Der Naturpark Alpe Veglia und Alpe Devero wurde 1995 eingerichtet und liegt im Ossolatal in der Provinz Verbano-Cusio-Ossola.

## Geschichte
Die Mulden sind sowohl in mineralogischer als in geologischer Hinsicht von Interesse. Sie legen Zeugnis ab von langsamen geologischen Prozessen: der eiszeitliche Ursprung der Mulden ist durch einige Reste von sehr alten Gletschern belegt, wie der Gletscher des Leone und der Gletscher von Aurona, die zur Alpe Veglia gehören, oder der Gletscher „della Rossa“ auf der Seite der Alpe Devero.
Aus mineralogischer Sicht finden sich interessante Minerale wie Asbecasit, Cafarsit und Cervandonit-(Ce).
Die nationale Koordinierungsstelle der Parks und Naturschutzgebiete hat in den Personen von I. De Negri, Direktor der Parkverwaltung, und Bionda Radames, Parkwächterin, bekräftigt, dass „in geologischer Hinsicht in diesem Gebiet nach der Fertigstellung des Simplon-Tunnels die Theorie bestätigt wurde, dass die Struktur der Alpen aus übereinander liegenden Decken besteht, und dass infolge von Kompressionsschüben daraus das Alpengebäude entstanden ist. Diese Decken lassen sich durch den farblichen Kontrast der verschiedenen Gesteinstypen leicht erkennen an den Bergwänden, die das Gebiet umgeben.“

## Gesetzliche Grundlagen
Er wurde eingerichtet mit dem Regionalgesetz Nr. 32 vom 14. März 1995 und vereinigte den Naturpark der Alpe Veglia mit dem Naturpark der Alpe Devero, die bereits vorhanden waren.

### Naturpark der Alpe Veglia
Der Naturpark der Alpe Veglia war der erste regionale Naturpark, der 1978 (Regionalgesetz 14/78) eingerichtet wurde und die italienische Seite der Alpe Veglia in 1750 m Höhe ü. M. einnahm: vor der Zusammenlegung erstreckte sich der Park der Alpe Veglia über 4120 Hektar und umfasste die Gemeinden Varzo und Trasquera in der Provinz Verbania und lag an der Grenze zum Kanton Wallis der Schweiz.

### Naturpark der Alpe Devero
Der Naturpark der Alpe Devero wurde 1990 (Regionalgesetz 49/90) eingerichtet, um die alpine Umwelt auf der italienischen Seite der Lepontinischen Alpen zu schützen. Die Alpe Devero befindet sich in der Gemeinde Baceno in der Provinz Verbano-Cusio-Ossola und gehört zur Berggemeinschaft Valli Antigorio Divedro Formazza.

### GGB und SSG
Die Alpe Devero wurde als Sonderschutzgebiet (SSG) eingerichtet mit dem Code IT1140005 in Übereinstimmung mit der „Habitat“-Richtlinie 92/43/EWG und dem Netzwerk Natura 2000. Die Region hat vorgeschlagen, das SSG auch auf die „lariceti subalpini dell‘Alpe Veglia e Devero“ (subalpine Lärchenwälder der Alpe Veglia und der Alpe Devero) mit dem Code IT1140008 auszuweiten.
Im September 1995 wurden die Alpe Veglia und die Alpe Devero auch als Gebiet von gemeinschaftlicher Bedeutung des Piemont mit der Bezeichnung Alpi Veglia e Devero - Monte Giove vorgeschlagen und als solche im August 2000 klassifiziert. Es wurde von der Region mit dem Code IT1140016 auf einer Fläche von 5.616,66 Hektar eingerichtet.

## Territorium
Das Gebiet umfasst zwei ausgedehnte Gletschertäler in einer Höhe von 1600 bis 3553 m ü. M.
Die Alpe Veglia ist im Norden vom Helsenhorn (3.272 m ü. M.), vom Hillehorn (3.156 m ü. M.) vom Monte Rebbio (3.192 m ü. M.), von der Punta d'Aurona (2.984 m ü. M.), der Wasenhorn (3.246 m ü. M.) und dem Monte Leone (3.553 m ü. M.) umgeben. Diese Berge haben jeweils ihre eigenen gleichnamigen Gletscher, die ins Talbecken hinabgleiten. Darüber hinaus gibt es eine Quelle mit eisenhaltigem Wasser und den Lago delle Streghe (Hexensee).
Die Alpe Devero ist ebenfalls eine Mulde eiszeitlichen Ursprungs und wird im Norden vom Ofenhorn (3.235 m ü. M.), vom Albrunhorn (2.840 m ü. M.), von der Punta di Valdeserta (2.939 m ü. M.), der Punta della Rossa (2.888 m ü. M.), der Punta Marani (3.108 m ü. M.), vom Pizzo Cervandone (3.155 m ü. M.) und vom Pizzo Cornera (3.083 m ü. M.) umgeben.

## Flora
Die Flora des Parks ist sehr homogen, doch der vorwiegende Baum ist die Lärche. Im gesamten Park sind zahlreiche Lärchenwälder und in einigen Fällen auch Grünerlenwälder zu sehen. Unter den Lärchen ist der Boden mit Gras bedeckt, das nicht höher als 20 cm wächst. Unter den Erlen findet sich dagegen normalerweise Farnwuchs. Oberhalb von 2000 m Höhe sind die Rhododendren und wilden Heidelbeeren sehr verbreitet, die eine sehr märchenhafte Atmosphäre schaffen und reich an Bienen, Wespen, Hummeln und Fliegen sind. In einigen Teilen des Parks sieht man auch einige Tannen, sie sind aber selten.

## Fauna
Die Fauna des Parks umfasst alpentypische Arten wie: Alpensteinbock, Rothirsch, Reh, Gämse, Fuchs, Eichhörnchen, Grauhörnchen, Steinadler, Dachs und viele andere mehr. Da es im Park Seen und Flüsse gibt, findet man hier auch Fischarten, darunter Forellen und Äschen.

## Zugang
Die beiden Täler haben zwei unterschiedliche Zugänge:
- Die Alpe Veglia erreicht man von der Gemeinde Varzo und vor allem vom Ortsteil San Domenico über das Cairasca-Tal
- Die Alpe Devero erreicht man von Baceno über das Devero-Tal

## Aktivitäten
Im Winter stehen am Monte Cazzola Skilifte zur Verfügung, aber auch Langlauf-Pisten und diverse Spazierwege mit unterschiedlichen Schwierigkeitsgraden, die sich auch für Skier und Schneeschuhe eignen.
Im Sommer sind zahlreiche Spaziergänge und Bergtouren möglich.